# Gare de Grenelle
Gare de Grenelle (česky Nádraží Grenelle) nebo Gare de Grenelle-Ceinture (Nákladové nádraží Grenelle) je zaniklá železniční stanice v Paříži v 15. obvodu. Opuštěné pozůstatky se nacházejí pod viaduktem na náměstí Place Balard.

## Historie
Nádraží bylo vybudováno na okraji města mezi nábřežím Seiny a bývalými pařížskými hradbami, kde později vznikl boulevard périphérique a maršálské bulváry. Bylo zprovozněno 25. února 1867 jako ostatní stanice na trati, ale na rozdíl od jiných nádraží bylo menší a méně honosné. Nejprve bylo otevřeno jako provizorní pro světovou výstavu 1867 a trvale od světové výstavy 1878. Nákladové nádraží bylo uvedeno do provozu 1. 2. 1879 a stalo se významným překladištěm na trati Petite Ceinture a sloužilo mnoha podnikům. V provozu zůstalo až do počátku 80. let, kdy sloužilo údržbářským dílnám pařížského metra, továrně Citroën, továrně Renault na trati do Issy-les-Moulineaux a také lince RER C na bývalé trase ze stanic Invalides a Champ-de-Mars do Versailles-Trappes.
Před demolicí nádraží se na trati krátce testoval prototyp vozu minimetra na pneumatikách určeného pro světovou výstavu 1989 u příležitosti 200. výročí Velké francouzské revoluce, která se však nakonec neuskutečnila. Nádraží bylo zbořeno v 90. letech a na jeho místě vzniklo sídlo France Télévision a nemocnice Georgese Pompidoua.